# Westeuropaliga 2012/2013 (Dressurreiten)
Die Westeuropaliga des FEI-Weltcups Dressurreiten 2012/2013 (Reem Acra FEI World Cup™ Dressage 2012–2013, Western European League) ist die 28. Saison der west- und mitteleuropäischen Liga des FEI-Weltcups der Dressurreiter. Der Weltcup gilt im Bereich der Westeuropaliga als wichtigste Turnierserie in der Hallensaison.

## Ablauf der Turnierserie
Die Saison 2012/2013 der Westeuropaliga der Dressurreiter umfasst acht Stationen und damit eine Etappe weniger als in der Vorsaison. Neu als Wertungsprüfung hinzugekommen ist die Etappe bei den Stuttgart German Masters, keinen Weltcupstatus mehr haben die Dressurküren beim Festhallen-Reitturnier Frankfurt und beim Vlaanderens Kerstjumping in Mechelen.
Die Turniere, in deren Rahmen die Westeuropaliga stattfindet, sind als CDI ausgeschrieben. Sie werden mit dem Zusatz -W (also CDI-W) gekennzeichnet, um sie als Weltcupturniere kenntlich zu machen.
Die Serie umfasst in der Saison 2012/2013 den Zeitraum vom 18. Oktober bis zum 17. März. Es qualifizieren sich die besten neun Reiter der Westeuropaliga sowie eventuell Zusatzteilnehmer („extra competitors“) für das Weltcupfinale 2013. Hauptsponsor der Westeuropaliga und des Weltcupfinals ist erneut die Modedesignerin Reem Acra.
Die Weltcup-Turniere bestehen jeweils aus zwei Dressurprüfungen: Zunächst müssen alle Reiter in einem Grand Prix de Dressage antreten. Hieraus qualifizieren sich die besten 15 Pferd-Reiter-Paare für die Grand Prix Kür. Diese ist die Weltcup-Wertungsprüfung des Turniers.

## Medien
Die FEI überträgt die Weltcupprüfungen der Westeuropaliga kostenpflichtig über ihr Internet-Portal FEI TV. Teilweise werden die Prüfungen im Gastgeberland im Fernsehen oder über einen Internetstream übertragen.

## Die Prüfungen

### 1. Prüfung: Odense
Wie in den Vorjahren fand auch 2012 das erste Weltcupturnier der Westeuropaliga im dänischen Odense statt. Das Turnier fand vom 18. bis 21. Oktober 2012 statt. Die Weltcupkür wurde am 21. Oktober ab 14:15 Uhr ausgetragen und bildete den Abschluss des Turniers.
Adelinde Cornelissen und Parzival, das Siegerpaar der letzten beiden Weltcupfinals, dominierte die Kür in Odense. Sie gewann mit über acht Prozent Vorsprung vor ihrem Landsmann Edward Gal. Die Prüfung war mit 40.000 Euro dotiert.
|   | Reiter               | Pferd        | Prozent  | Wertungs- punkte |
| - | -------------------- | ------------ | -------- | ---------------- |
| 1 | Adelinde Cornelissen | Parzival     | 88,175 % | —                |
| 2 | Edward Gal           | Romanov      | 80,650 % | 20               |
| 3 | Anna Kasprzak        | Donnperignon | 77,825 % | 17               |

(Plätze eins bis drei von insgesamt 15 Teilnehmern)

### 2. Prüfung: Lyon
Zum vierten Mal in Folge war die Equitá Lyon ein Weltcupturnier im Dressur- und Springreiten. Dieses fand im Jahr 2012 vom 31. Oktober bis 4. November in der Eurexpo in Lyon statt.
Die Grand Prix Kür wurde am Freitag (2. November) ab 19:15 Uhr durchgeführt. Siegerpaar waren hier erneut Adelinde Cornelissen und Parzival, die ihr Ergebnis von Odense noch übertrumpfen konnten. Drei weitere Pferd-Reiter-Paare zeigten ebenfalls eine Leistung, die mit einem Ergebnis von über 80 Prozent bewertet wurde. Die Kürprüfung war mit 40.000 € dotiert.
|   | Reiter               | Pferd              | Prozent  | Wertungs- punkte |
| - | -------------------- | ------------------ | -------- | ---------------- |
| 1 | Adelinde Cornelissen | Parzival           | 89,375 % | —                |
| 2 | Valentina Truppa     | Eremo del Castegno | 83,350 % | 20               |
| 3 | Kristina Sprehe      | Desperados FRH     | 82,250 % | 17               |

(Plätze eins bis drei von insgesamt 15 Teilnehmern)

### 3. Prüfung: Stuttgart
Die Stuttgart German Masters, in deren Rahmen seit Jahren neben Weltcupprüfungen in Springreiten und Gespannfahren Dressurprüfungen auf CDI 5*-Niveau ausgetragen werden, ist 2012 erstmals Teil des Dressurweltcups. Das in der Hanns-Martin-Schleyer-Halle ausgetragene Turnier findet vom 14. bis 18. November 2012 statt. Die Grand Prix Kür wurde am Samstag ab 15:00 Uhr durchgeführt.
Ihren ersten Turnierauftritt Seit den Olympischen Spielen hatte in Stuttgart Helen Langehanenbergs Damon Hill NRW. Langehanenberg zeigte mit ihrem 12-jährigen Hengst erstmals in Stuttgart eine neue Kür und überzeugte damit die Richter: 86,775 Prozent, wobei ein Richter in der B-Note sogar einen Wert von 97 Prozent vergab. Zwei weitere Paare hatten ein Ergebnis von über 80 Prozent. In der Prüfung wurde ein Preisgeld von 40.000 € vergeben.
|   | Reiter               | Pferd              | Prozent  | Wertungs- punkte |
| - | -------------------- | ------------------ | -------- | ---------------- |
| 1 | Helen Langehanenberg | Damon Hill NRW     | 86,775 % | 20               |
| 2 | Kristina Sprehe      | Desperados FRH     | 82,275 % | 17               |
| 3 | Valentina Truppa     | Eremo del Castegno | 80,600 % | 15               |

(Plätze eins bis drei von insgesamt 15 Teilnehmern)

### 4. Prüfung: Stockholm
Die zweite skandinavische Etappe der Westeuropaliga fand vom 30. November bis 2. Dezember 2012 im Rahmen der Stockholm International Horse Show in Stockholm statt. Dominierende Reiterin war die Schwedin Tinne Vilhelmson Silfvén, die mit Don Auriello sowohl den Grand Prix de Dressage als auch die Weltcupkür gewann. Das Paar wurde von vier von fünf Richtern in der Bewertung auf dem ersten Platz geführt. Etwa zwei Prozent dahinter befand sich Kristina Sprehe mit Desperados FRH.  Vier Paare schafften in der Kür ein Ergebnis von über 80 Prozent.
|   | Reiter                   | Pferd          | Prozent  | Wertungs- punkte |
| - | ------------------------ | -------------- | -------- | ---------------- |
| 1 | Tinne Vilhelmson Silfvén | Don Auriello   | 84,700 % | 20               |
| 2 | Kristina Sprehe          | Desperados FRH | 82,775 % | 17               |
| 3 | Patrik Kittel            | Scandic        | 82,175 % | 15               |

(Plätze eins bis drei von insgesamt 15 Teilnehmern)

### 5. Prüfung: London
Kurz vor den Weihnachtstagen findet die Olympia London International Horse Show vom 17. bis 23. Dezember 2012 in London statt. Anders als bei den anderen Turnieren der Westeuropaliga finden die Dressur-Weltcupprüfungen hier früh in der Woche, von Montag bis Dienstag (17. und 18. Dezember) statt. Die Weltcupkür bildete den Abschluss des Turnierdienstags, sie wurde ab 20 Uhr Ortszeit ausgetragen.
Bereits der Grand Prix de Dressage war ein sportlicher Höhepunkt: Das Olympiasiegerpaar, Charlotte Dujardin und Valegro, glänzten bei ihrem ersten Turnierstart seit den Olympischen Spielen und gewannen klar mit 84,447 Prozent. Damit stellten sie einen neuen Weltrekord auf.
In der Grand Prix Kür folgte ebenfalls ein deutlicher Sieg dieses Paares. Insgesamt vergaben die fünf Richter elf Mal die Wertungsnote 10,0 für Dujardin und Valegro. Auf den zweiten Platz kam mit einigem Abstand Isabell Werth mit Don Johnson FRH, für die dies der erste Weltcupstart in dieser Hallensaison war. In ihrer voraussichtlich letzten gemeinsamen Prüfung kamen Carl Hester und Uthopia auf den dritten Platz.
|   | Reiter             | Pferd           | Prozent  | Wertungs- punkte |
| - | ------------------ | --------------- | -------- | ---------------- |
| 1 | Charlotte Dujardin | Valegro         | 87,975 % | 20               |
| 2 | Isabell Werth      | Don Johnson FRH | 80,075 % | 17               |
| 3 | Carl Hester        | Uthopia         | 79,900 % | 15               |

(Plätze eins bis drei von insgesamt 15 Teilnehmern)

### 6. Prüfung: Amsterdam
Im neuen Jahr wurde die Westeuropaliga der Dressurreiter beim Turnier in Amsterdam, genannt Jumping Amsterdam, fortgesetzt. Der Termin hierfür war der Zeitraum vom 18. bis 20. Januar 2013. Die Weltcupkür wurde am 19. Januar 2013 ab 12:30 Uhr durchgeführt.
Die Weltcupfinalsiegerin des Vorjahres, Adelinde Cornelissen, bei ihrem „Weltcup-Heimspiel“ hatte am Freitag den Grand Prix de Dressage mit einem halben Prozent Vorsprung gewonnen. In der Weltcupprüfung, der Grand Prix Kür, kam sie mit Parzival mit einem Ergebnis von 85,425 Prozent jedoch nur auf den zweiten Rang. Vier der fünf Richter sahen in Helen Langehanenberg und Damon Hill NRW das beste Paar der Prüfung, was im Endergebnis einen Vorsprung 0,6 Prozent bedeutete. Seine beste Wertung bei einer internationalen Prüfung in den letzten zwei Jahren erreichte Don Johnson FRH, geritten von Isabell Werth, die damit den dritten Rang in dieser Prüfung belegten.
|   | Reiter               | Pferd           | Prozent  | Wertungs- punkte |
| - | -------------------- | --------------- | -------- | ---------------- |
| 1 | Helen Langehanenberg | Damon Hill NRW  | 86,025 % | 20               |
| 2 | Adelinde Cornelissen | Parzival        | 85,425 % | —                |
| 3 | Isabell Werth        | Don Johnson FRH | 82,050 % | 17               |

(Plätze eins bis drei von insgesamt 15 Teilnehmern)

### 7. Prüfung: Neumünster
Die VR Classics in Neumünster sind in der Saison 2012/2013 das siebente Weltcupturnier der Westeuropaliga. Das Turnier wurde vom 14. bis 17. Februar 2013 in den Holstenhallen durchgeführt.
In Dressurweltcupprüfung wird in Neumünster jeweils am Sonntagvormittag durchgeführt. Das Starterfeld bestand überwiegend aus deutschen Startern sowie Reitern, die in Deutschland ansässig sind. Insgesamt schafften es fünjf Pferd-Reiter-Paare, in der Kür ein Ergebnis von über 80 Prozent zu erzielen. Die Plätze vier und fünf gingen an dänische Reiterinnen (Anna Kasprzak mit Donnperignon, Sidsel Johansen mit Schianto), die ersten drei Ränge gingen an deutsche Reiterinnen. Siegreich war, wie im Vorjahr, Helen Langehanenberg mit Damon Hill NRW.
|   | Reiter               | Pferd           | Prozent  | Wertungs- punkte |
| - | -------------------- | --------------- | -------- | ---------------- |
| 1 | Helen Langehanenberg | Damon Hill NRW  | 87,800 % | 20               |
| 2 | Kristina Sprehe      | Desperados FRH  | 84,425 % | 17               |
| 3 | Isabell Werth        | Don Johnson FRH | 83,000 % | 15               |

(Plätze eins bis drei von insgesamt 15 Teilnehmern)

### 8. Prüfung: ’s-Hertogenbosch
Den Abschluss der Dressur-Westeuropaliga bildete in der Saison 2012/2013 das Turnier Indoor Brabant im niederländischen ’s-Hertogenbosch. Das Turnier findet vom 14. bis 17. März 2013 statt.
Den Sieg in der am Samstagnachmittag ausgetragenen Prüfung sicherten sich erwartungsgemäß Adelinde Cornelissen und Parzival. Der Sieg war jedoch recht knapp, mit einem Ergebnis von 85,100 Prozent erreichten Edward Gal und Undercover ihr bisher bestes Resultat bei einem internationalen Turnier.
|   | Reiter               | Pferd           | Prozent  | Wertungs- punkte |
| - | -------------------- | --------------- | -------- | ---------------- |
| 1 | Adelinde Cornelissen | Parzival        | 85,900 % | —                |
| 2 | Edward Gal           | Undercover      | 85,100 % | 20               |
| 3 | Isabell Werth        | Don Johnson FRH | 79,475 % | 17               |

(Plätze eins bis drei von insgesamt 15 Teilnehmern)

## Gesamtwertung
Anhand der Gesamtwertung wird ermittelt, welche neun Reiter aus den Staaten im Bereich der Westeuropaliga sich für das Finale qualifizieren. Zudem können sich weitere Reiter aus anderen Staaten über die Westeuropaliga für das Weltcupfinale qualifizieren, soweit sie in Mittel- / Westeuropaliga wohnhaft sind.
Die Reiter können zudem in der Zentraleuropaliga und in der Nordamerikaliga des Dressur-Weltcups Punkte sammeln (siehe „weitere“ in der nachfolgenden Tabelle). Adelinde Cornelissen ist als Weltcupsiegerin der Vorsaison für das Finale vorqualifiziert, kann daher in dieser Saison keine Wertungspunkte sammeln.
Das Reglement findet sich im Hauptartikel zum Dressurweltcup.
|    | Reiter                   | Odense | Lyon | Stuttgart | Stockholm | London | Amsterdam | Neumünster | ’s-Hertogenbosch | weitere | Wertungs- punkte |
| -- | ------------------------ | ------ | ---- | --------- | --------- | ------ | --------- | ---------- | ---------------- | ------- | ---------------- |
| 1  | Kristina Sprehe          | —      | 17   | 17        | 17        | —      | —         | 17         | —                | —       | 68               |
| 2  | Valentina Truppa         | —      | 20   | 15        | —         | —      | 15        | —          | —                | 17      | 67               |
| 3  | Helen Langehanenberg     | 6      | —    | 20        | —         | —      | 20        | 20         | —                | —       | 66               |
| 3  | Edward Gal               | 20     | 13   | —         | —         | (9)    | 13        | —          | 20               | —       | 66               |
| 3  | Isabell Werth            | —      | —    | —         | —         | 17     | 17        | 15         | 17               | —       | 66               |
| 6  | Patrik Kittel            | —      | 15   | —         | 15        | —      | —         | —          | 13               | 20      | 63               |
| 6  | Tinne Vilhelmson Silfvén | 13     | —    | 13        | 20        | —      | —         | —          | —                | 17, (8) | 63               |
| 8  | Anna Kasprzak            | 17     | —    | —         | 13        | —      | —         | 13         | 15               | —       | 58               |
| 9  | Marcela Krinke Susmelj   | —      | 10   | (4)       | —         | —      | —         | 10         | (9)              | 30      | 50               |
| 10 | Minna Telde              | —      | 12   | —         | 12        | 13     | 12        | —          | —                | —       | 49               |
| 11 | Sidsel Johansen          | 12     | —    | 11        | —         | 11     | —         | 12         | (10)             | —       | 46               |

Plätze eins bis elf

## Weltcupfinale
Gemeinsam mit dem Weltcupfinale der Springreiter findet das Weltcupfinale der Dressurreiter vom 24. bis 28. April 2013 in Göteborg in Schweden statt.